# Theater Lüneburg

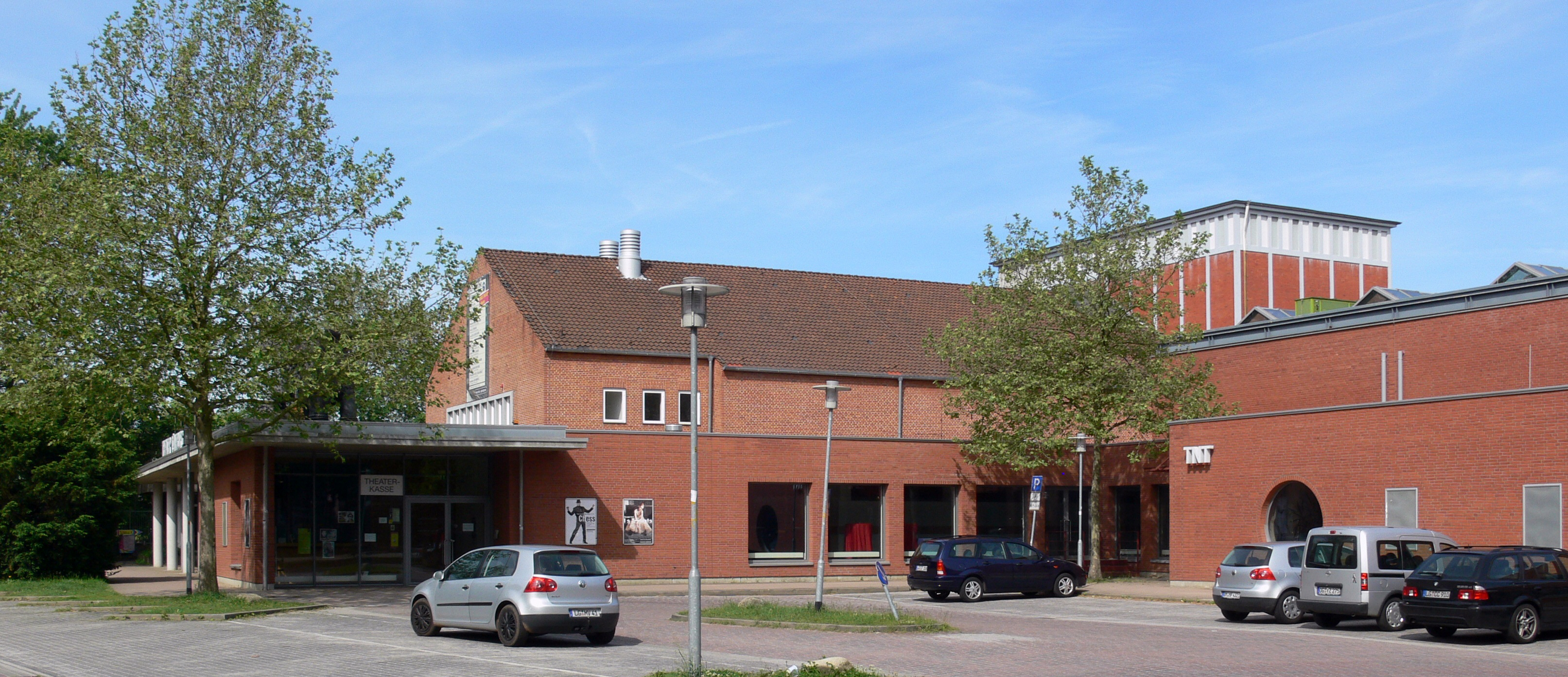
Theater Lüneburg

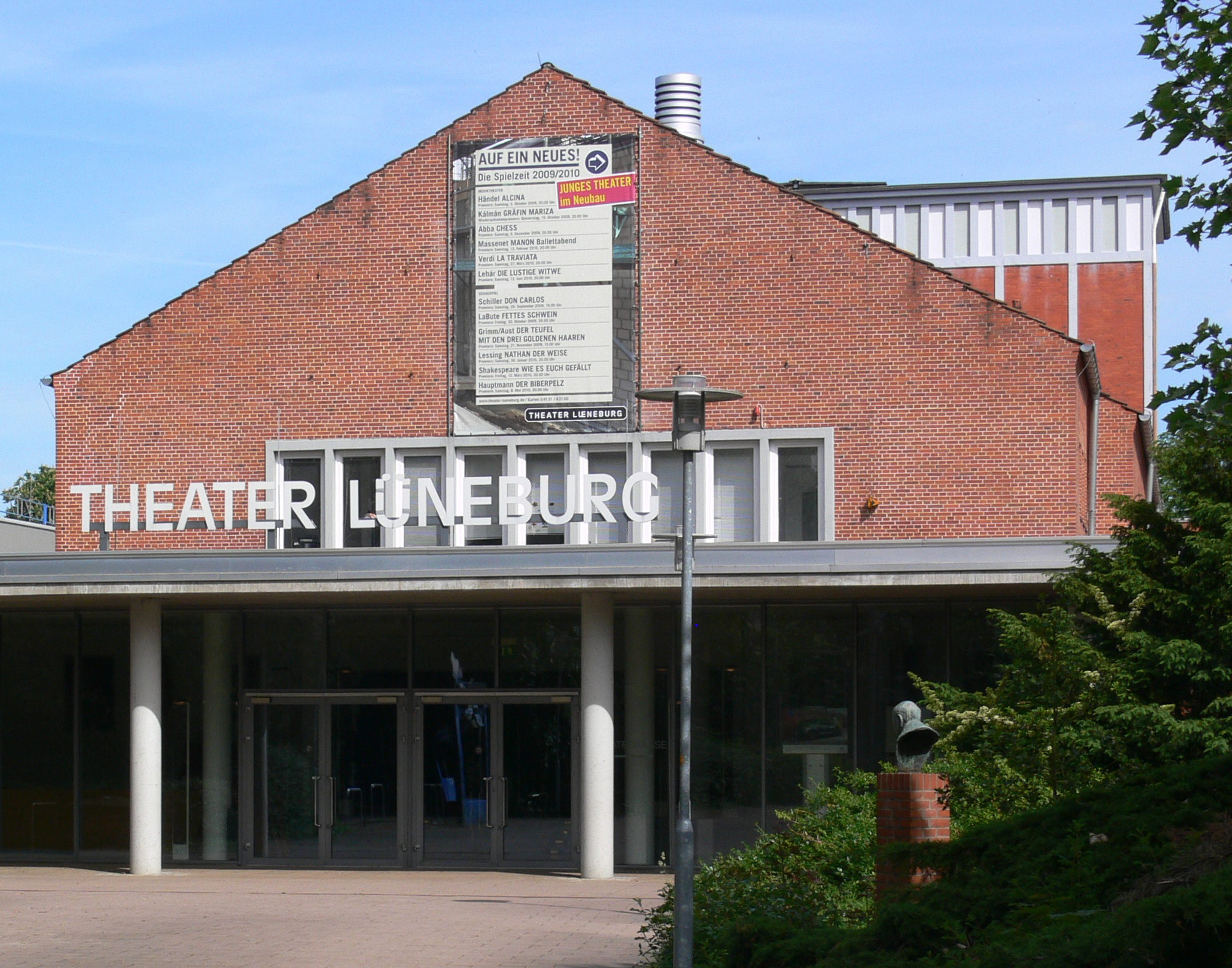
Haupteingang

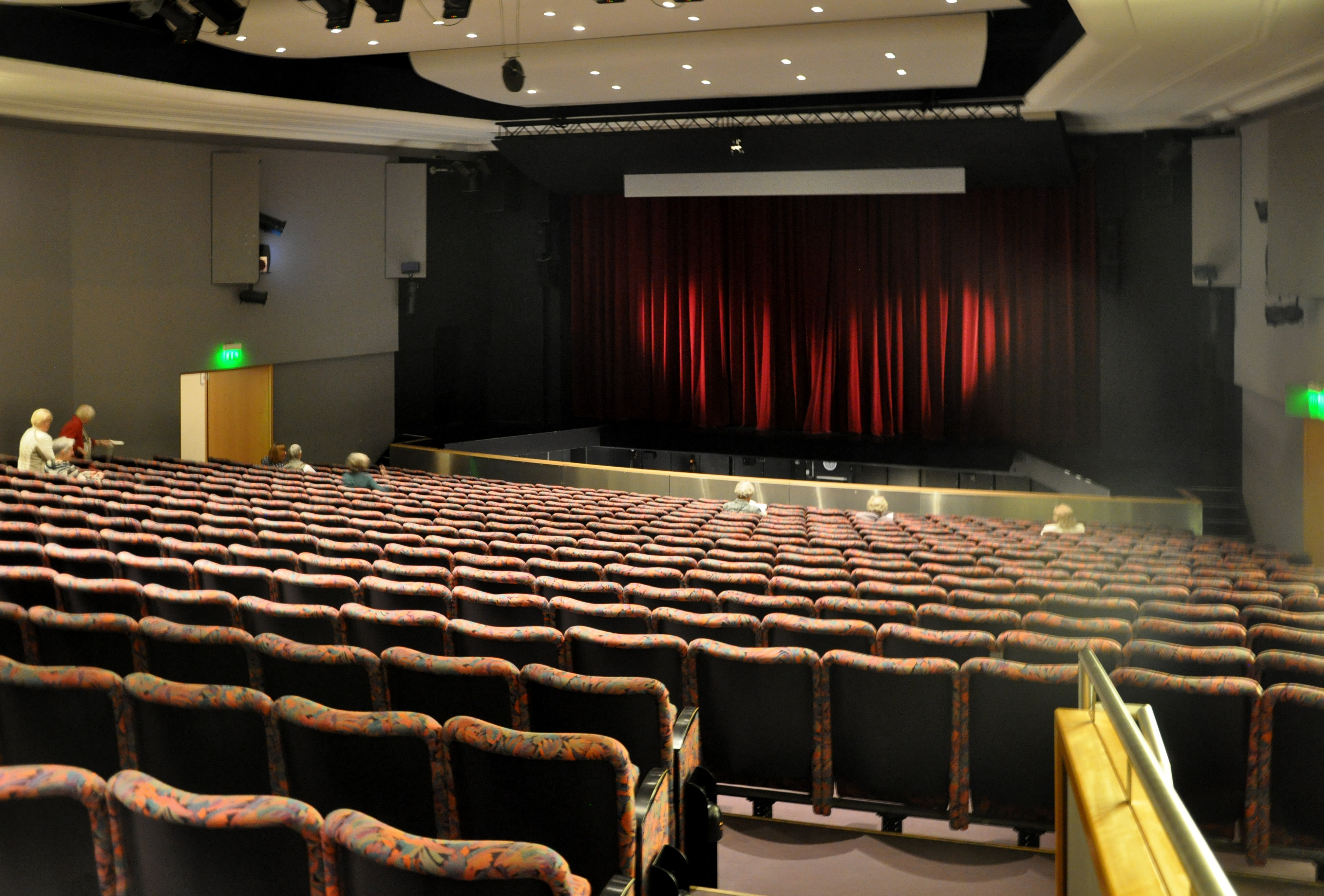
Zuschauerraum

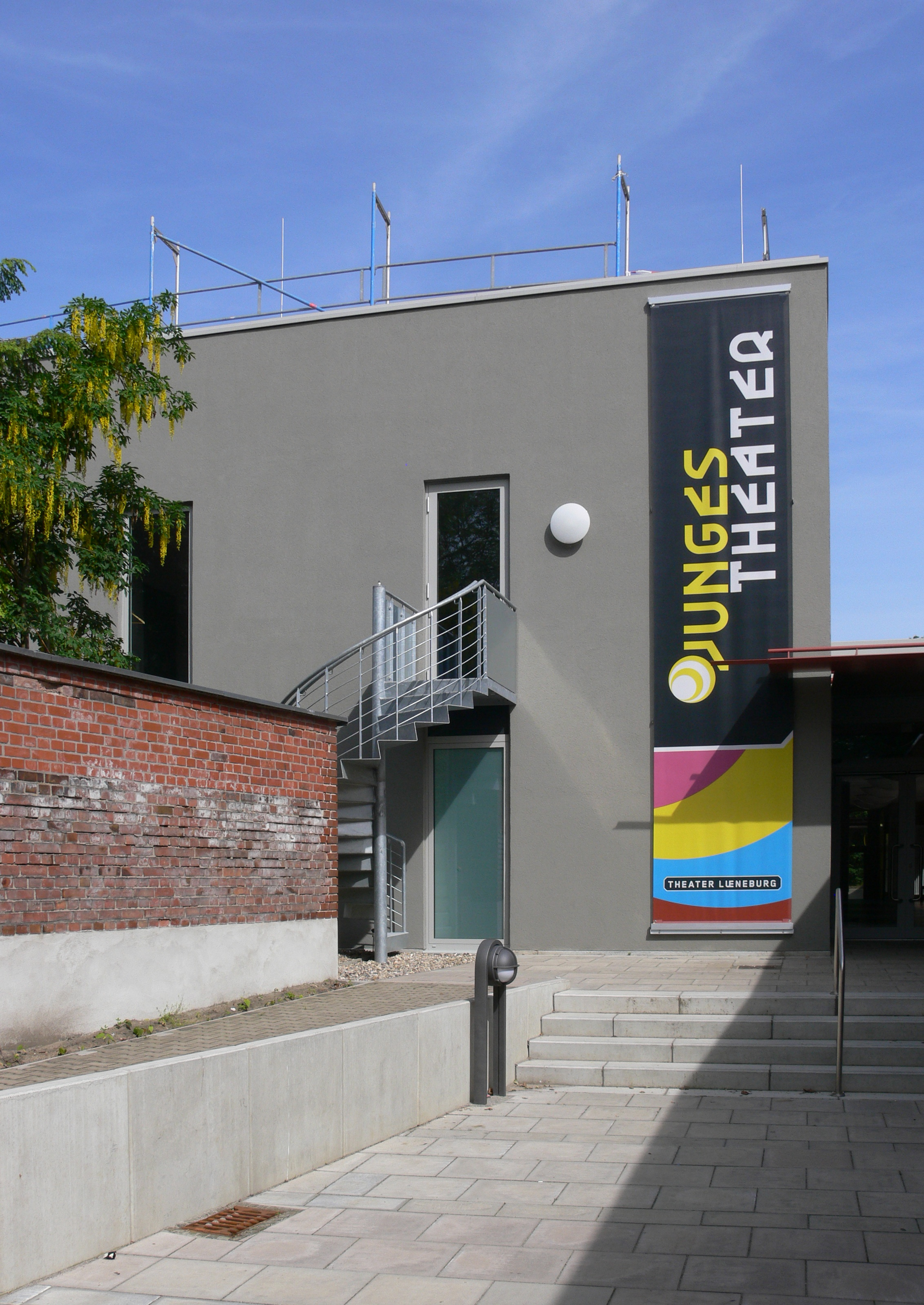
Junges Theater

Das Theater Lüneburg ist ein Dreispartentheater in Lüneburg mit eigenen Ensembles für Schauspiel, Musiktheater und Ballett. Als Spielstätten dienen das Große Haus mit 542 Sitzplätzen, das Studio T.NT mit 99 Sitzplätzen und das Junge Theater T.3 mit 140 Sitzplätzen.

## Geschichte
Das Theater Lüneburg wurde als Lüneburger Bühne 1946 gegründet, Gründungsintendant war Rolf Hübner. Spielstätte war die 525 Sitzplätze umfassende Turnhalle des Turnvereins MTV Treubund; die erste Spielzeit wurde am 29. September 1946 mit einer Matineeaufführung von Stefan Zweigs Der verwandelte Komödiant und einer Abendaufführung von Romain Rollands Ein Spiel von Tod und Liebe eröffnet. 1948 wurde Hans Bauer für eine Spielzeit Intendant, unter dessen Leitung Schauspieler wie Hermann Speelmans, Siegfried Wischnewski und Karl-Heinz Vosgerau in Lüneburg spielten. In der Ära seines Nachfolgers Willie Schmitt musste das Theater aus finanziellen Gründen die Spielzeit auf acht Monate pro Jahr reduzieren.
Unter Schmitts Nachfolger Heinz Zimmermann konnte ein eigenes Theatergebäude bezogen werden: Am 8. Oktober 1961 wurde das neue Stadttheater Lüneburg mit Shakespeares Was ihr wollt unter der Regie des Intendanten im ehemaligen Globe-Kino eröffnet. In dieser Zeit entstanden Zubringerdienste aus der ländlichen Umgebung nach Lüneburg sowie ein System von Gastspielen des Ensembles, die regelmäßig in Celle, Hamburg-Harburg, Bad Bevensen, Hameln, Lüchow, Vorsfelde und Uelzen gegeben wurden. 1979 wurde die Studiobühne T.NT (Treffpunkt Neues Theater) vom damals neuen Intendanten Alexander de Montléart im Obergeschoss eines Hauses an der Ritterstraße gegründet.
In den ersten Jahrzehnten war der Spielplan des Stadttheaters Lüneburg von Sprechtheater, Operetten (bzw. Musicals) und Märchenspielen geprägt. In der Spielzeit 1967/1968 wurden bei einem Gesamtetat von 1,1 Mio. DM 76 Vorstellungen von Operetten/Musicals, 101 Schauspielvorstellungen und 18 Gastspiele fremder Ensembles angeboten. Insgesamt hatten die Vorstellungen damals 101.626 Besucher. Die kurze Spielzeit von damals 9 Monaten wurde zunehmend zu einem Problem, da die Ensemblemitglieder jedes Jahr in die Arbeitslosigkeit geschickt werden mussten. Erst in der Intendanz von Thomas Bayer konnte die Spielzeit 1986 auf 10 Monate, 1989 auf elf Monate ausgedehnt werden. Durch das 1988 begründete Festival Theatersommer Lüneburg (Spielort: Klosterhof bei der Ratsbücherei) konnte das Schauspielensemble dann erstmals ganzjährig beschäftigt werden. 1986 wurde auf Anregung Bayers die Amateurbühne „Niederdeutsche Bühne Sülfmeister e. V.“ gegründet, deren Aufführungen im T.NT stattfinden. In der Intendanz seines Nachfolgers Jan Aust wurde das aus den 1950er Jahren stammende Theatergebäude 1995/1996 grundlegend saniert. Die Studiobühne T.NT zog 1996 in den Komplex des Stadttheaters um. Am 20. Oktober 2009 wurde das neben dem Großen Haus gelegene Junge Theater mit dem Schauspiel Nellie goodbye von Lutz Hübner eröffnet.
Nachfolger des aus Altersgründen ausgeschiedenen Intendanten Jan Aust wurde 2010 Hajo Fouquet. Mit Beginn seiner Intendanz wurde das Schauspielensemble, das vorher häufig mit Gastengagements arbeitete, auf elf feste Stellen erweitert. Neben dem sechs feste Stellen umfassenden Opernensemble werden für größere Produktionen zudem wechselnde Gastsolisten beschäftigt. Der Bereich Theaterpädagogik wurde ebenfalls erweitert: Neben der Leiterin des Kinder- und Jugendtheaters, die auch Theaterpädagogin ist, gibt es zwei halbe Stellen in der Theaterpädagogik, so dass ein umfassendes theaterpädagogisches Programm angeboten werden kann. Neben den für das Theater Lüneburg traditionellen Gattungen Operette, Musical und Revue werden heute von der Sparte Musiktheater auch Opern aufgeführt. Die Lüneburger Symphoniker geben außerdem im Großen Haus Sinfoniekonzerte. Das Schauspiel zeigt neben Klassikern, Komödie und Weihnachtsmärchen auch neuere Dramatik auf der Großen Bühne und im T.NT. Das Junge Theater (unter Hajo Fouquet in T.3 umbenannt) zeigt aktuelles Kinder- und Jugendtheater aus allen Sparten: Kinder- und Jugendstücke mit dem Schauspielensemble, Kinderopern und einmal pro Spielzeit auch ein Ballett für Kinder.

## Finanzierung
Das Theater Lüneburg hat einen Etat von 7 Millionen Euro, von denen etwa 20–25 % selbst eingespielt werden. Der Fehlbetrag wird je zur Hälfte bereitgestellt durch das Land Niedersachsen und die Theater Lüneburg GmbH, die wiederum von der Stadt und dem Landkreis Lüneburg getragen wird. Die Vereine Freundeskreis Theater Lüneburg e. V. sowie Volksbühne Lüneburg e. V. fördern das Theater ebenfalls durch finanzielle und ideelle Unterstützung.

## Intendanten
- 1946–1948: Rolf Hübner
- 1948–1949: Hans Bauer
- 1949–1959: Willie Schmitt
- 1959–1970: Heinz Zimmermann
- 1970–1971: Hans Heinz Janka
- 1971–1974: Hannes Houska
- 1975–1978: Franz Göd
- 1978–1979: Karl Heinz Köhn
- 1979–1985: Alexander de Montléart
- 1985–1991: Thomas Bayer
- 1991–2010: Jan Aust
- 2010–2024: Hajo Fouquet
- Seit 2024: Friedrich von Mansberg